# Igor Vetokele
Igor Mavuba Vetokele (Oostende, 23 de março de 1992) é um futebolista angolano que atua como atacante. Atualmente joga pelo KVC Westerlo.

## Carreira
Entre 2006 e 2007, Vetokele atuou nas categorias de base do KV Oostende, mudando-se posteriormente para o Gent. Na temporada 2010–11, sua primeira como profissional, chegou a ser relacionado pelo técnico Bob Peeters para o último jogo de sua equipe, mas não entrou em campo.
A estreia oficial foi com a camisa do Cercle Brugge, sendo comandado novamente por Peeters, entrando no lugar de Kevin Janssens no empate sem gols com o Lierse. Pelos Groen en Zwart, o atacante disputou 38 jogos e fez 9 gols. No København, foi campeão dinamarquês em 2012–13, além de ter defendido o Charlton Athletic (Inglaterra) em 80 jogos entre 2014 e 2019 - durante o período, voltou ao futebol belga, atuando por empréstimo em Zulte Waregem (15 jogos) e Sint-Truiden (43 partidas e 11 gols).
Em junho de 2019, Vetokele assinou contrato com o KVC Westerlo (clube da segunda divisão nacional), reencontrando Bob Peeters, seu primeiro treinador na carreira profissional, pela segunda vez.

## Carreira internacional
Entre 2009 e 2013, Vetokele defendeu as seleções de base da Bélgica, seu país natal. Sem chances de vestir a camisa do time principal dos Diables Rouges, optou em jogar por Angola, fazendo sua estreia pelos Palancas Negras em maio de 2014, num amistoso contra Marrocos.

## Títulos
København
- Campeonato Dinamarquês: 2012–13
- Taça da Liga: 2018–19

Zulte Waregem
- Copa da Bélgica: 2016–17